# Rudkøbing Sogn
Rudkøbing Sogn ist eine Kirchspielsgemeinde (dän.: Sogn)
auf der Insel Langeland im Großen Belt im südlichen Dänemark.
Bis 1970 gehörte sie zur Harde Langelands Nørre Herred im damaligen Svendborg Amt, danach zur Rudkøbing Kommune im
Fyns Amt, die im Zuge der  Kommunalreform zum 1. Januar 2007 in der
Langeland Kommune in der Region Syddanmark aufgegangen ist.
Von den 4622 Einwohnern von Rudkøbing leben 4021 im gleichnamigen Kirchspiel (Stand: 1. Januar 2023).
Im Kirchspiel liegt die Kirche „Rudkøbing Kirke“.
Nachbargemeinden sind im Norden Simmerbølle Sogn und im Südosten Skrøbelev Sogn.